# 结核 (地质学)

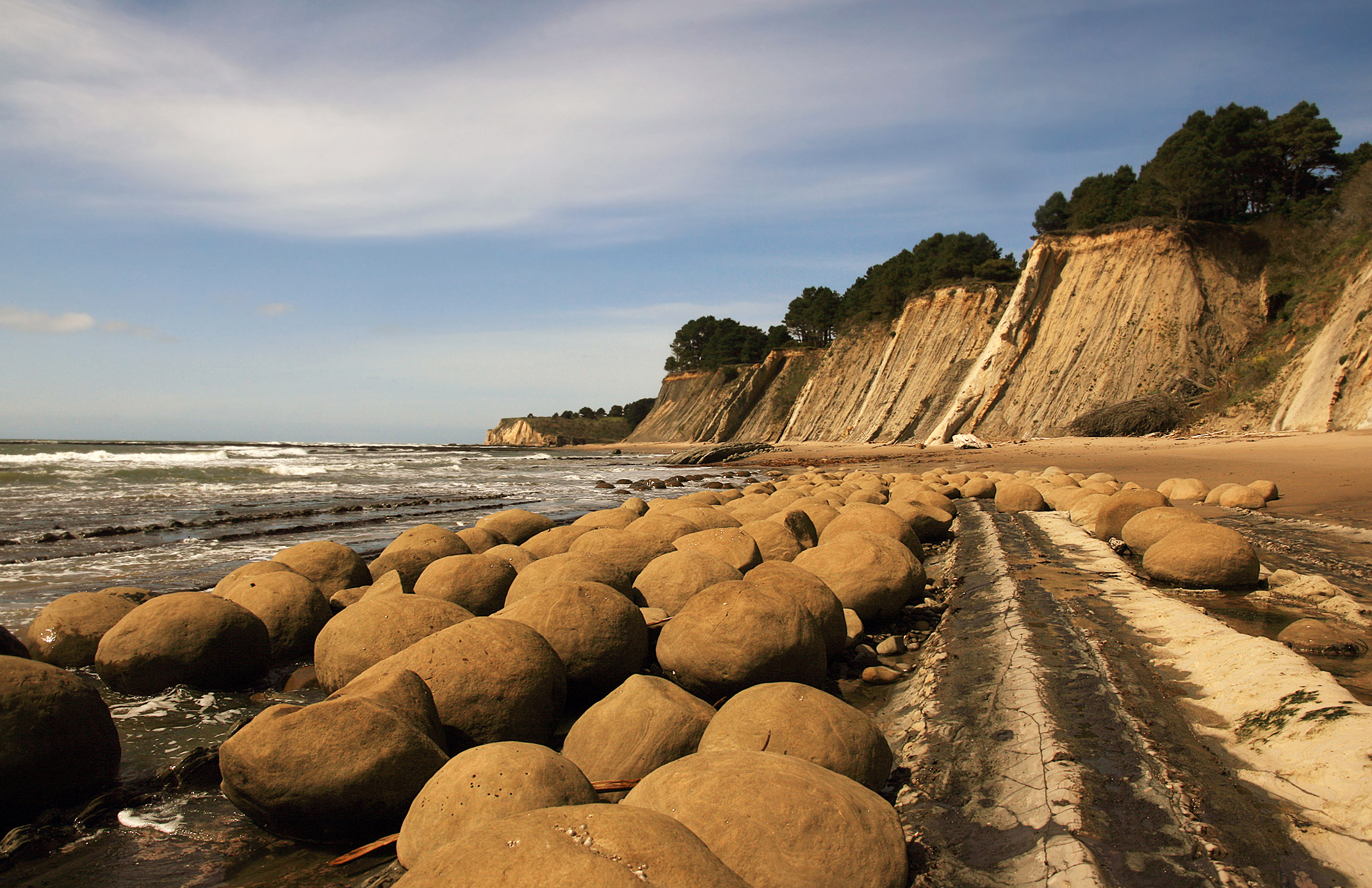
美国加利福尼亚州保龄球海滩上的结核。

结核（Concretion）在地质学中，指在沉积岩或土壤中与周邊環境成分有明显区别的某种矿物团块。其形状有球形、卵形及各种不规则形状。内部构造式样很多，有同心圆状、放射状等。大小差别很大，直径从几厘米、十几厘米至几米不等。常见的结核主要是由化学沉淀的礦物组成，如菱铁矿、黄铁矿、石膏、磷灰石等。